# Tampa Bay Buccaneers 1976
La stagione 1976 dei Tampa Bay Buccaneers è stata la 1ª della franchigia nella National Football League. La squadra guadagnò il triste primato di essere stata la prima a non riuscire a vincere alcuna partita in una stagione da 14 gare. Non riuscirono a segnare fino alla terza partita e non segnarono un touchdown fino alla quarta. L'estroverso John McKay fu il primo allenatore della squadra. Lee Roy Selmon, il primo giocatore dei Bucs ad essere indotto nella Pro Football Hall of Fame, fece il suo debutto in una stagione tormentata dagli infortuni.
L'expansion draft fu composto principalmente da veterani in là con gli anni, dando ai Bucs poche speranze di successo. La mancanza di informazioni mediche sui giocatori presenti nell'expansion draft contribuì grandemente ai problemi della squadra, che terminò con 17 giocatori in lista infortunati. Fu ultima della lega in touchdown, punti segnati e touchdown su corsa. Ai futuri expansion team furono assegnate scelte del draft e nell'expansion draft più generose, in modo da evitare le difficoltà in cui si trovarono i Buccaneers.

## Scelte nel Draft 1976
|  | = Pro Bowler |  |  | = Hall of Famer |

| Scelta | Giro | Giocatore         | Ruolo            | College                  |
| 1      | 1    | Lee Roy Selmon    | Defensive End    | Oklahoma                 |
| 30     | 2    | Jimmy DuBose      | Running Back     | Florida                  |
| 60     | 2    | Dewey Selmon      | Linebacker       | Oklahoma                 |
| 61     | 3    | Steve Young       | Tackle           | Colorado                 |
| 91     | 3    | Steve Maughan     | Linebacker       | Utah State               |
| 121    | 4    | Richard Appleby   | Wide Receiver    | Georgia                  |
| 124    | 4    | Everett Little    | Guard            | Houston                  |
| 125    | 5    | Michael Kelson    | Defensive Back   | West Texas State         |
| 154    | 5    | Steve Wilson      | Tackle           | Georgia                  |
| 158    | 6    | Curtis Jordan     | Defensive Back   | Texas Tech               |
| 183    | 7    | Parnell Dickinson | Quarterback      | Mississippi Valley State |
| 238    | 9    | Bruce Welch       | Guard            | Texas A&M                |
| 267    | 10   | Sid Smith         | Linebacker       | Brigham Young            |
| 292    | 11   | Melvin Washington | Defensive Back   | Colorado State           |
| 321    | 12   | George Ragsdale   | Running Back     | North Carolina A&T       |
| 348    | 13   | Brad Jenkins      | Tight End        | Nebraska                 |
| 377    | 14   | Carl Roaches      | Wide Receiver    | Texas A&M                |
| 404    | 15   | Bob Dzierzak      | Defensive Tackle | Utah State               |
| 433    | 16   | Tommy West        | Linebacker       | Tennessee                |
| 460    | 17   | Jack Berry        | Quarterback      | Washington & Lee         |

## Calendario
| Stagione regolare |       |                      |           |      |                                 |     |          |        |
| Turno             | Data  | Avversario           | Risultato | Ora  | Stadio                          | TV  | Pubblico | Record |
| 1                 | 12/9  | Houston Oilers       | S 0–20    | 2:00 | The Astrodome                   | NBC | 42,228   | 0–1    |
| 2                 | 19/9  | San Diego Chargers   | S 0–23    | 1:00 | Tampa Stadium                   | NBC | 39,558   | 0–2    |
| 3                 | 26/9  | Buffalo Bills        | S 9–14    | 1:00 | Tampa Stadium                   | NBC | 44,505   | 0–3    |
| 4                 | 3/10  | Baltimore Colts      | S 17–42   | 2:00 | Memorial Stadium                | NBC | 40,053   | 0–4    |
| 5                 | 10/10 | Cincinnati Bengals   | S 0–21    | 1:00 | Riverfront Stadium              | NBC | 40,700   | 0–5    |
| 6                 | 17/10 | Seattle Seahawks     | S 10–13   | 1:00 | Tampa Stadium                   | CBS | 43,458   | 0–6    |
| 7                 | 24/10 | Miami Dolphins       | S 20–23   | 4:00 | Tampa Stadium                   | NBC | 61,437   | 0–7    |
| 8                 | 31/10 | Kansas City Chiefs   | S 19–28   | 1:00 | Tampa Stadium                   | NBC | 41,779   | 0–8    |
| 9                 | 7/11  | Denver Broncos       | S 13–48   | 4:00 | Mile High Stadium               | NBC | 61,703   | 0–9    |
| 10                | 14/11 | New York Jets        | S 0–34    | 1:00 | Shea Stadium                    | NBC | 46,427   | 0–10   |
| 11                | 21/11 | Cleveland Browns     | S 7–24    | 1:00 | Tampa Stadium                   | NBC | 36,930   | 0–11   |
| 12                | 28/11 | Oakland Raiders      | S 16–49   | 4:00 | Oakland-Alameda County Coliseum | NBC | 49,590   | 0–12   |
| 13                | 5/12  | Pittsburgh Steelers  | S 0–42    | 1:00 | Three Rivers Stadium            | NBC | 43,385   | 0–13   |
| 14                | 12/12 | New England Patriots | S 14–31   | 1:00 | Tampa Stadium                   | NBC | 41,517   | 0–14   |

## Classifiche
| AFC West             | AFC West | AFC West | AFC West | AFC West | AFC West | AFC West | AFC West | AFC West | AFC West |
|                      | V        | P        | T        | PCT      | DIV      | CONF     | PF       | PS       | Str.     |
| -------------------- | -------- | -------- | -------- | -------- | -------- | -------- | -------- | -------- | -------- |
| Oakland Raiders(1)   | 13       | 1        | 0        | .929     | 7–0      | 10–1     | 350      | 237      | V10      |
| Denver Broncos       | 9        | 5        | 0        | .643     | 5–2      | 7–5      | 315      | 206      | V2       |
| San Diego Chargers   | 6        | 8        | 0        | .429     | 2–5      | 4–8      | 248      | 285      | S1       |
| Kansas City Chiefs   | 5        | 9        | 0        | .357     | 2–5      | 4–8      | 290      | 376      | V1       |
| Tampa Bay Buccaneers | 0        | 14       | 0        | .000     | 0-4      | 0-13     | 125      | 412      | S14      |